# VDL 버스 & 코치
VDL 버스 & 코치(네덜란드어: VDL Bus & Coach)는 네덜란드의 자동차 메이커로 주로 시내버스, 전세버스, 고속버스를 생산하고 있다.

## 역사
설립 당시 DAF 버스 인터내셔널(네덜란드어: DAF Bus International)이란 명칭을 사용했으나 DAF 트럭과 계열사에서 분리되면서 1990년에 유나이티드 버스에 인수되었다. 1993년에 유나이티드 버스가 도산되면서 VDL 그룹에 의해 인수되었다.
2003년 11월에 VDL 버스 인터내셔널(네덜란드어: VDL Bus International)로 사명으로 변경되었다. 2005년 기준으로 지분이 VDL 그룹이 81%를 소유하고 있으며 파카 그룹이 19%를 소유하고 있다. VDL 그룹의 경우 벌코프, 욘케레를 인수해 1998년에 VDL 버스 그룹이 탄생되었다.
2008년에 현재의 사명으로 변경되면서 현재에 이르고 있다.

## 생산 차량

### 현재 생산차량

#### 시내버스,전세버스
- 시티아
- 퓨트라

#### 차체
- SB180 - 저상버스 차체
- SB200 - 저상버스 차체
- SB230 - 저상버스 차체
- SBR230 - 저상버스 차체
- DB300 - 더블데커 차체
- TB2175 - 해비듀티 (프론트 앤진)
- TBR2175 - 해비듀티 (프론트 앤진)
- SB4000 - 전세버스 차체
- SBR4000 - 전세버스 차체

#### 기타 차량
- 미드시티
- 미드유로

### 과거 생산차량

#### 차체
- B62
- B1100
- B1300
- B1500
- B1502
- B1600
- DB250
- MB200
- MB205
- MB210
- MB230
- MBG200
- MBG205
- SB120
- SB201
- SB210
- SB220
- SB225
- SBR235
- SB250
- SB260 - VDL 시티아 SLF 차체 사양
- SB1600
- SB1602
- SB1605
- SB2000
- SB2005
- SB2100
- SB2300
- SB2305
- SB2700
- SB2705
- SB2750
- SB3000
- SBG220
- SBR3000/SBR3015
- TB100
- TB102
- TB160
- TB163
- TB300
- TB2100
- TB2105

## VDL 그룹
- VDL 벌코프
- VDL 보바
- 욘케레

## 같이 보기
- DAF 트럭

## 사진

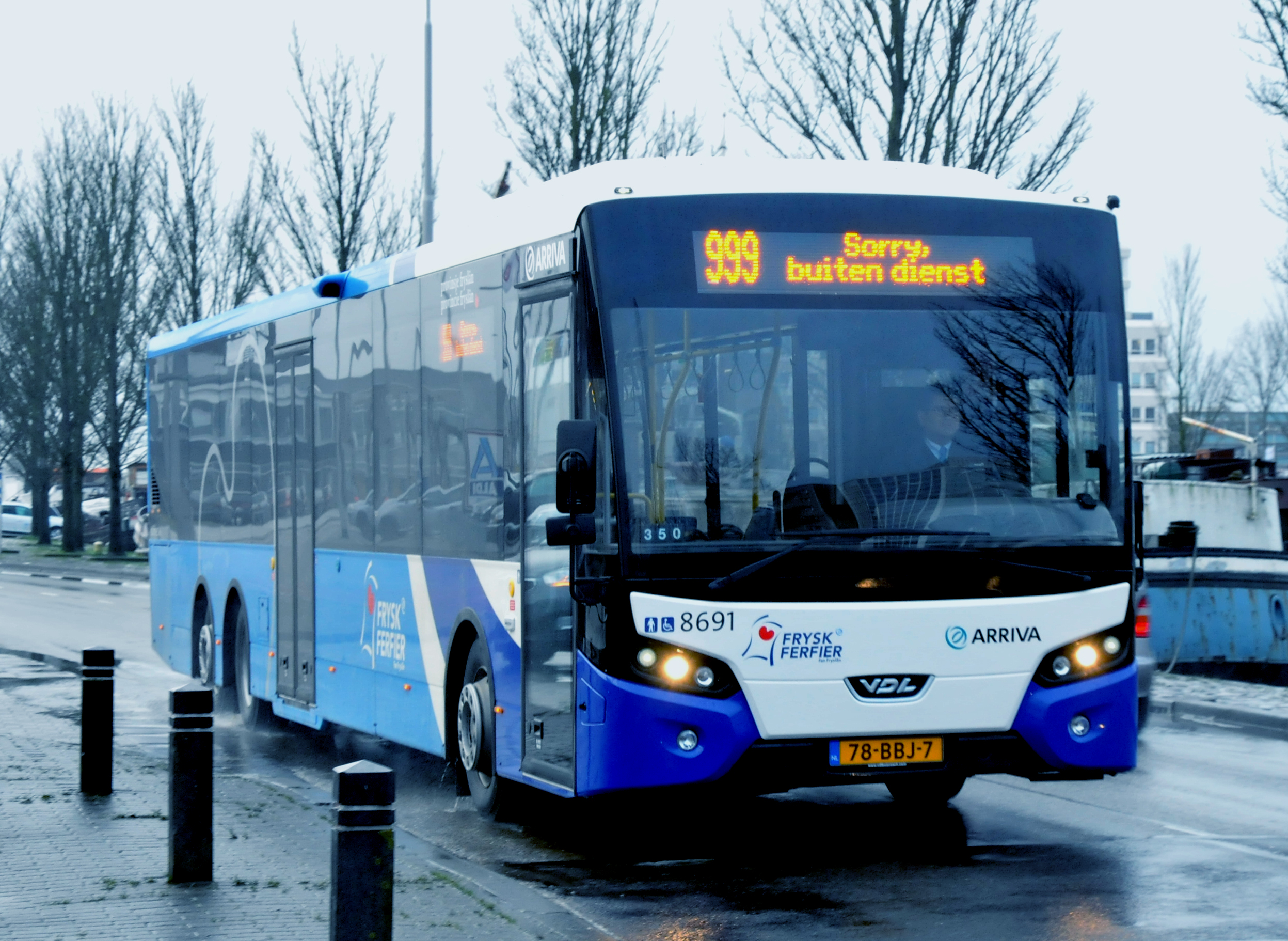
VDL 시티아 XLE-145
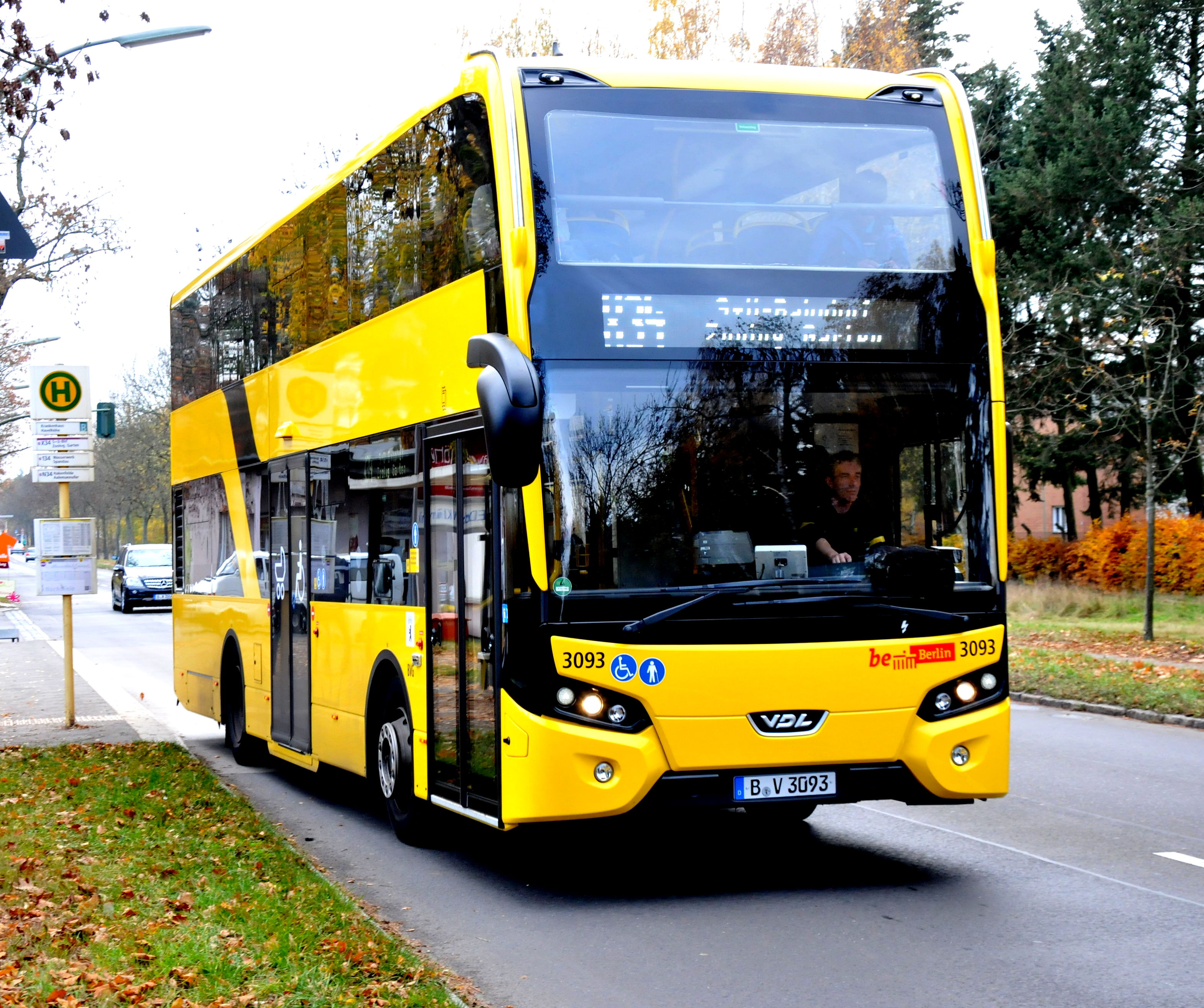
VDL 시티아 DLF-114
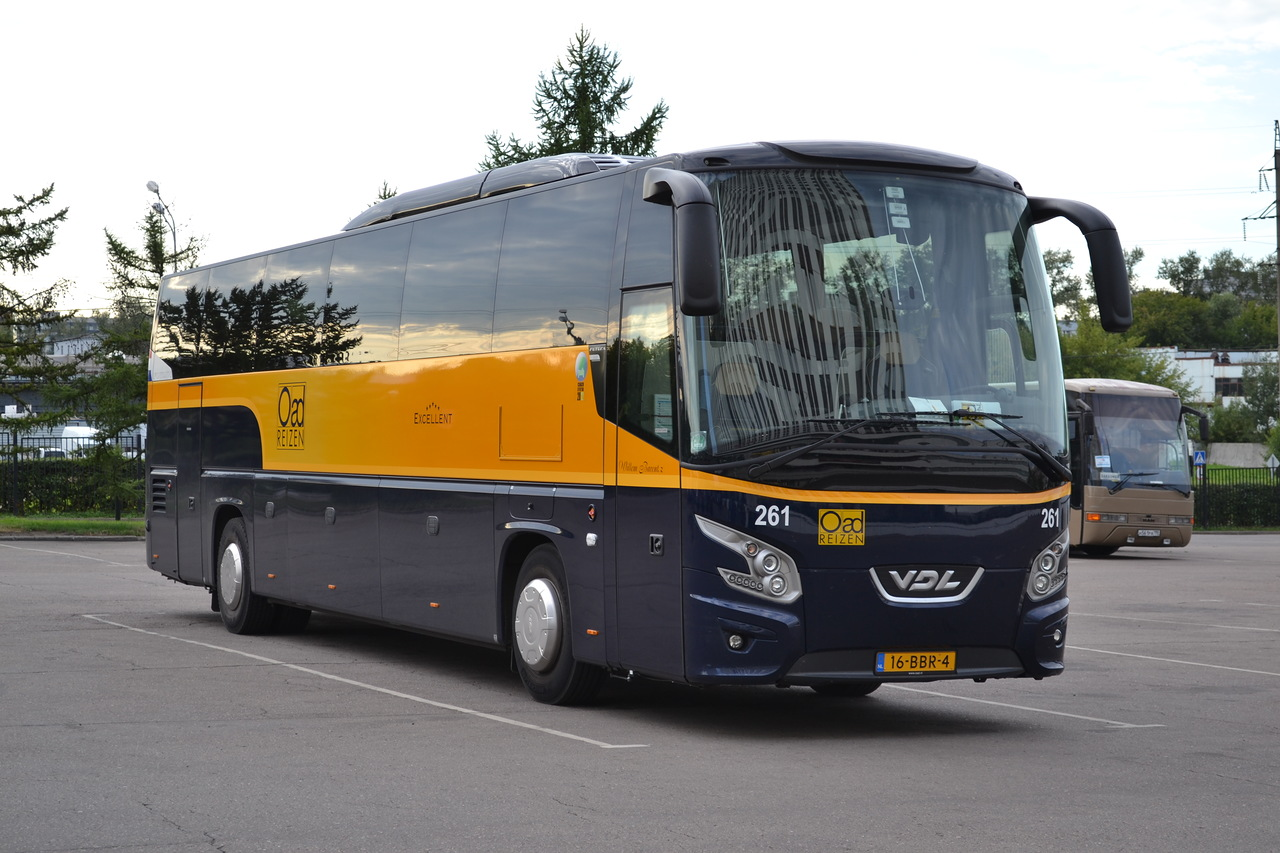
VDL 퓨트라 FHD2-122
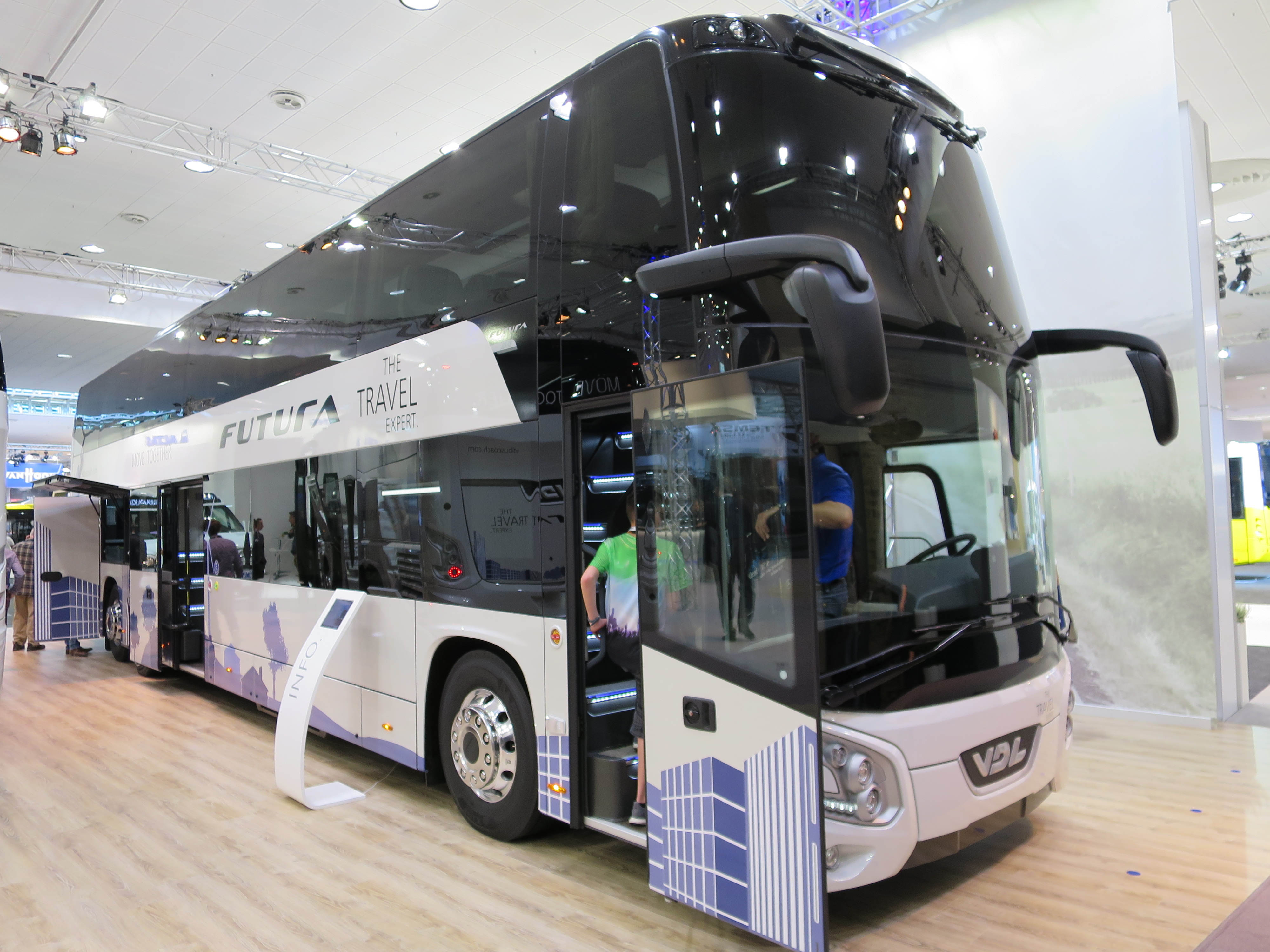
VDL 퓨트라 FDD2-141